# Direkter Vorsatz
Als direkter Vorsatz (dolus directus 2. Grades) wird im Strafrecht eine Form des Tatbestandsvorsatzes bezeichnet. Abgegrenzt wird er gegenüber der Absicht (dolus directus 1. Grades), und dem anforderungsschwächeren Eventualvorsatz.
Grundsätzlich besteht der Tatbestandsvorsatz immer aus einem Wissenselement (kognitives Element) und einem Willenselement (voluntatives Element). Beim direkten Vorsatz steht das Wissenselement im Vordergrund: Der Täter weiß oder hält es für sicher, dass sein Handeln einen Erfolg im Sinne des Tatbestandes herbeiführt. Damit nimmt er in seinen Willen auch solche Folgen auf, die ihm an sich unerwünscht sind. Schließlich weiß er, dass es zu diesen Folgen kommen wird.
Im StGB wird der direkte Vorsatz auch als Wissentlichkeit bezeichnet, aber nicht legal definiert, sondern in § 15 StGB vorausgesetzt.
Das für den direkten Vorsatz maßgebliche Wissenselement spielt vor allem bei der Beurteilung von Irrtümern eine wichtige Rolle. Fehlt dem Täter bei der Begehung der Straftat ein bestimmtes Wissen, kann dies unter Umständen den Vorsatz insgesamt entfallen lassen und so zur Straflosigkeit führen.